# Claude Lemmel
Claude (Mena'hem) Lemmel  était un rabbin français contemporain, rabbin de la Synagogue Adas Yereim, de la Rue Cadet dans le 9e arrondissement de Paris et un éducateur.Il est décédé le 9 septembre 2015 à Jérusalem.

## Biographie
Claude Lemmel fait ses études rabbiniques après la Seconde Guerre mondiale à la Yechiva d'Aix-les-Bains.
À Lyon, il est influencé par le Grand-Rabbin de Lyon entre 1944 et 1946, le rabbin David Feuerwerker.
Il a été Commissaire National Eclaireurs aux Eclaireuses Eclaireurs Israélites de France (EEIF) et fait partie des premières promotions de l'École Gilbert Bloch d'Orsay.
À Paris, le rabbin Lemmel poursuit pendant de nombreuses années une carrière d'éducateur, avant de succéder au rabbin Joseph Frankforter à la tête de la Synagogue Adas Yereim, de la Rue Cadet, dans le 9e arrondissement de Paris, synagogue qui a cessé d'exister en 2014.
Il fait partie de la communauté Haredi de France.
Installé depuis peu en Israël, à Modiin Illit, gravement malade et hospitalisé au Centre médical Hadassah, Claude Lemmel est décédé à Jérusalem dans la nuit du mardi 8 septembre et du mercredi 9 septembre 2015 (25 Elloul) et enterré à Har Hamenouhot (Mont des Répits) le 9 septembre 2015,,.

## Famille
Claude Lemmel est le père du rabbin Elie Lemmel, conférencier, directeur des Associations Lev, Maison de la famille et Lamed à Paris, et le beau-frère du rabbin Yitshok (Claude) Weil, Rosh Yeshiva de la Yechiva d'Aix-les-Bains.

## Articles
- Claude Lemmel, Judaïsme et nouvelles configurations familiales, Journée d’étude du groupe « Religions, parentalités, conjugalités » du CEIFR, 19 mai 2003, Cahiers du CEIFR, 4, 2004[11].